# Меса, Андреа
Альма Андреа Меса Кармона (исп. Alma Andrea Meza Carmona, род. 13 августа 1994 года) ― мексиканская модель и обладательница титула Мисс Вселенная 2020 на конкурсе красоты. Она стала третьей мексиканкой, получившей данный титул. Меса принадлежит рекорд самого короткого завершенного правления в истории Мисс Вселенная на сегодняшний день.
Ранее она получила титулы Mexicana Universal 2020 и Miss World Mexico 2016.

## Ранние годы
Меса родилась 13 августа 1994 года в городе Чиуауа в семье Альмы Кармоны и Сантьяго Меса. У нее также есть две сестры. Меса имеет китайское происхождение. После окончания средней школы она поступила в Автономный университет Чиуауа, где изучала разработку программного обеспечения. Андреа получила диплом в 2017 году, а затем начала работать в Мексике инженером-программистом.

## Конкурсы
В 2016 году ее выбрали представлять Чиуауа на конкурсе Miss World Mexico 2016. На конкурсе Меса вошла в десятку лучших, а затем и в пятерку лучших. Войдя в пятерку лучших, Меса стала одной из двух участниц, удостоенных короны Мисс Мексика 2017. Ана Жиро, представляющая Мехико, была коронована Мисс Мексика 2016 и получила возможность представлять Мексику на Мисс мира 2016, в то время как Месе была предоставлена возможность представлять Мексику на Мисс мира 2017. Кроме того, Меса выиграла спортивное соревнование.
Как победительница конкурса Мисс Мексика 2017, Меса представляла Мексику на 67-м конкурсе Мисс мира 2017, который состоялся 18 ноября 2017 года на арене Sanya City в Санье, Китай. В ходе мероприятий, предшествовавших конкурсу, Меса выиграла в соревновании Head-to-Head. Кроме того, она заняла четвертое место в конкурсе талантов.
Во время финала соревнований Меса поднялась из сорока лучших в пятнадцать лучших, десятку лучших и пятерку лучших. Джулия Морли объявила Месу  занявшей второе место после победительницы Мануши Чхиллар из Индии. В дополнение к ее первому финишу, занявшему второе место, Меса была дополнительно коронована Мисс Мира Америка, поместив ее в список континентальных королев красоты Мисс мира 2017 года.
В 2020 году Меса была коронована Mexicana Universal Чихуахуа 2020, что позволило ей представлять Чихуахуа на Mexicana Universal 2020. Во время мероприятий, предшествовавших конкурсу, Меса выиграла шесть соревнований, включая спортивное соревнование. Финал состоялся 29 ноября 2020 года в городе Керетаро. Меса поднялась в пятнадцать лучших и десятку лучших, в конечном счете став коронованной Mexicana Universal 2020.
Как Mexicana Universal, Меса представляла Мексику на конкурсе Мисс Вселенная 2020. Финал конкурса состоялся 16 мая 2021 года в отеле Seminole Hard Rock Hotel & Casino Hollywood в Голливуде, штат Флорида, после переноса с конца 2020 года на май 2021 года из-за пандемии COVID-19. Меса продвинулась из первоначального топа из 74 участников в топ-21, затем в первую десятку и, наконец, в первую пятерку, где она была признана победительницей уходящей обладательницей титула Зозибини Тунзи. После своей победы она стала третьей мексиканкой, завоевавшей корону, после Люпиты Джонс в 1991 году и Химены Наваррете в 2010 году.
Как Мисс Вселенная, Меса будет проживать в Нью-Йорке и участвовать в нескольких мероприятиях и выступлениях по всему миру. После победы на Мисс Вселенная Месу сменила на посту Мексикана Юниверсал Дебора Халлал, которая была назначена Мексикана Юниверсал 2021.
В качестве Мисс Вселенная Меса побывала в различных городах Соединенных Штатов, Южной Африки, Пуэрто-Рико, Доминиканской Республики, Багамских Островов, Израиля и своей родной страны Мексики.
13 декабря 2021 года Меса короновала Харнаазу Сандху из Индии в качестве своей преемницы, ознаменовав окончание самого короткого завершенного правления в истории Мисс Вселенная, длившегося 211 дней.